# Israil Iossifowitsch Agol

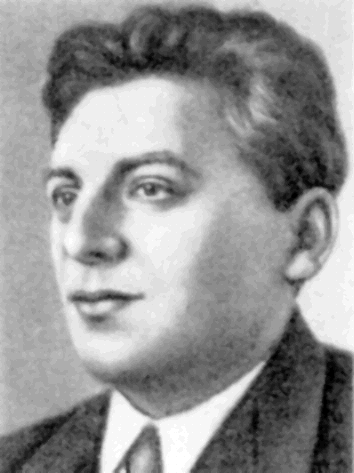
I. I. Agol

Israil Iossifowitsch Agol (russisch Израиль Иосифович Агол; * 20. November 1891 in Babrujsk; † 8. März 1937) war ein sowjetischer Genetiker und Philosoph.
Agol kämpfte im Ersten Weltkrieg und später für die Bolschewiki im Russischen Bürgerkrieg.
Danach übernahm er hochrangige Parteifunktionen und Redakteursposten bei verschiedenen Zeitungen. In den frühen 20er Jahren wohnte er im Kreml, wo seine Frau in Lenins Sekretariat arbeitete.
1923/24 setzte er sich für die Linke Opposition gegen den Stalinismus ein. Er studierte Philosophie bei Abram Deborin und assistierte dem Genetiker Alexander Serebrowski bei bedeutenden Experimenten.
Israil Agol und der ebenfalls sowjetische Genetiker Solomon Lewit arbeiteten 1930 bis 1932 bei dem späteren Nobelpreisträger Hermann Joseph Muller an der Universität von Texas. Nach ihrer Rückkehr waren beide als Gegner des Lyssenkoismus Repressionen ausgesetzt. Sie wurden während des Großen Terrors verhaftet und erschossen.
Er war Mitglied der Ukrainischen Akademie der Wissenschaften.
Israil Agol ist der Vater des Polioforschers Wadim Israilewitsch Agol (* 1929).